# Associazione Calcio Milan (femminile)
L'Associazione Calcio Milan, meglio nota come Milan (/ˈmilan/) conosciuta anche come Milan Femminile o con la denominazione commerciale di AC Milan Women, è la sezione femminile dell'omonima società calcistica italiana per azioni con sede nella città di Milano, istituita l'11 giugno 2018.

## Storia

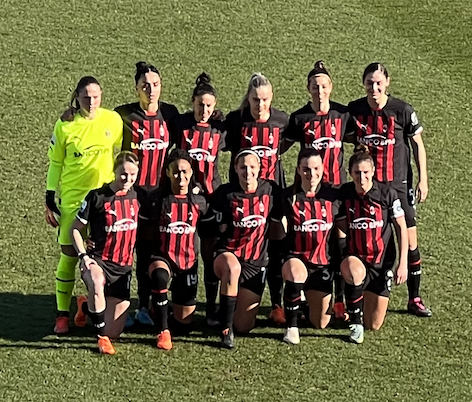
Una formazione milanista della stagione 2022-2023

Benché la città di Milano abbia avuto più di una squadra femminile in passato, che riprendesse lo stesso nome dell'omonima società rossonera maschile e i colori, come l'Associazione Calcio Femminile Milan nata nel 1965 o l'Associazione Calcio Femminile Milan 82 nata nel 1982, o la più ancor recente Football Milan Ladies nata nel 2013, nessuna di queste società ha mai avuto alcun legame inerente al club maschile, che ha istituito la propria sezione femminile solamente l'11 giugno 2018, grazie all'acquisizione del titolo sportivo dell'A.C.F. Brescia Calcio Femminile, avvenuta in seguito alla normativa introdotta dalla Federazione Italiana Giuoco Calcio (FIGC) il 26 marzo 2015, che dà la possibilità ai club professionistici maschili, di poter acquisire società dilettantistiche femminili.
Tuttavia, la società rossonera è attiva nell'ambito del calcio riservato alle donne già dal 2015, con un proprio settore giovanile a disposizione.
Il 22 giugno 2018 la società rossonera comunica ufficialmente l'arrivo dell'ex calciatrice Carolina Morace, alla guida tecnica della squadra; quest'ultima firma un contratto biennale che la lega al club sino al 2020, tuttavia l'ex attaccante della nazionale rimane una sola stagione, conclusa al 3º posto in campionato, lasciando ufficialmente il club il 13 maggio 2019. Il 25 giugno 2019 viene sostituita dall'ex attaccante rossonero Maurizio Ganz, con il quale raggiunge un altro 3º posto, in un campionato sospeso definitivamente prima della fine a causa della pandemia di COVID-19.
Nell'estate del 2020 rinnova il contratto fino al 2022, e nella sua seconda stagione in rossonero raggiunge il 2º posto, che comporta la prima storica qualificazione in UEFA Women's Champions League.

## Colori e simboli

### Colori
Il completo da gioco del Milan femminile è identico a quello indossato dalla squadra maschile, ed è composto dalla classica maglia con strisce verticali rosse e nere, abbinate ai consueti pantaloncini e calzettoni di colore bianco.

### Simboli ufficiali

#### Stemma
Lo stemma adottato dal Milan Women è lo stesso utilizzato dalla sezione maschile, costituito da uno scudetto di forma ovale, che racchiude al suo interno nella parte destra la bandiera rappresentativa del comune di Milano, mentre nella parte sinistra, troviamo sei strisce in posizione verticale di colore rosso e nero, che rappresentano i colori sociali della squadra. Nella parte superiore del logo troviamo l'acronimo della società, ACM (Associazione Calcio Milan), mentre nella parte inferiore dello stemma vi è collocata la data di nascita del club (1899).

#### Inno
L'inno ufficiale della squadra è #Rossoneri, brano cantato dal rapper italiano Emis Killa e dal compositore Saturnino, lanciato il 16 dicembre del 2015 in occasione dei 116 anni della società milanista.

## Strutture

### Stadio
Il Milan Women gioca le sue partite interne presso il "Puma House of Football-Centro P. Vismara". Nella stagione 2019-2020 il campo da gioco era lo Stadio Brianteo di Monza. Il 5 ottobre 2020, in occasione di Milan-Juventus valida per la 4ª giornata del campionato di Serie A 2020-2021, il Milan femminile ha disputato, seppure a porte chiuse a causa delle restrizioni dovute alla pandemia di COVID-19, la sua prima partita allo stadio Giuseppe Meazza. Il Milan torna a giocare al Meazza l'8 dicembre 2024, in occasione del derby contro l'Inter, valido per la 12ª giornata di campionato, per la prima volta senza restrizioni.

### Centro allenamento
Le sedute giornaliere d'allenamento vengono svolte sempre presso il centro sportivo di Vismara, è la struttura che viene utilizzata anche dal settore giovanile della società rossonera.

## Società

### Organigramma societario
Di seguito l'organigramma societario del club.
Consiglio di amministrazione
- Paolo Scaroni - Presidente
- Franco Baresi - Vice presidente onorario
- Giorgio Furlani - Amministratore delegato
- Elisabet Spina - Direttore responsabile settore femminile
- Lorenzio Giorgetti - Direttore commerciale
- Marco Patuano - Consigliere
- Salvatore Cerchione - Consigliere
- Alfredo Craca - Consigliere
- Gianluca D'Avanzo - Consigliere
- Stefano Cocirio - Consigliere
- Franck Tuil - Consigliere

### Sponsor
Nella tabella sottostante sono illustrati gli sponsor tecnici e ufficiali della squadra.
| Cronologia degli sponsor tecnici - 2018-in corso: Puma | Cronologia degli sponsor ufficiali - 2018-2020: Emirates - 2020-in corso: Banco BPM |

## Allenatori e presidenti
| Allenatori - 2018-2019 Carolina Morace - 2019-2023 Maurizio Ganz - 2023-2024 Maurizio Ganz (1ª-8ª) Davide Corti (9ª-28ª) - 2024- Suzanne Bakker | Presidenti - 2018 Li Yonghong (giu.-lug.) - 2018-presente Paolo Scaroni |

## Calciatrici

### Capitani
Di seguito la lista di tutte le calciatrici che hanno indossato la fascia da capitano.
- Raffaella Manieri (2018-2019)[21]
- Valentina Giacinti (2019-2021)[22]
- Valentina Bergamaschi (2021-2024)[23]
- Christy Grimshaw (2024-)

### Contributo alle nazionali di calcio
Dal 10 agosto 2018, la nazionale italiana di calcio femminile ha convocato sei calciatrici del Milan Women che sono i difensori Fusetti e Tucceri Cimini, le centrocampiste Alborghetti e Giugliano, e le attaccanti Sabatino e Giacinti, mentre Anita Coda è stata convocata nell'under-19.

## Palmarès

### Competizioni giovanili
- Campionato Primavera 1: 1

2023-2024
- Viareggio Women's Cup: 2

2023, 2024
- Campionato nazionale under 17: 1

2021-2022
- Campionato nazionale under 15: 2

2022-2023, 2024-2025

### Altri piazzamenti
- Coppa Italia:

Finalista: 2020-2021
- Supercoppa italiana:

Finalista: 2021

## Statistiche e record

### Partecipazione ai campionati
| Livello | Categoria | Partecipazioni | Debutto   | Ultima stagione | Totale |
| ------- | --------- | -------------- | --------- | --------------- | ------ |
| 1º      | Serie A   | 7              | 2018-2019 | 2024-2025       | 7      |

### Partecipazione alle coppe
| Competizione                  | Partecipazioni | Debutto   | Ultima stagione | Totale |
| ----------------------------- | -------------- | --------- | --------------- | ------ |
| Coppa Italia                  | 7              | 2018-2019 | 2024-2025       | 7      |
| Supercoppa italiana           | 2              | 2020      | 2021            | 2      |
| UEFA Women's Champions League | 1              | 2021-2022 | 2021-2022       | 1      |

### Statistiche di squadra
Il Milan Women ha partecipato a quattro campionati di Serie A a partire dalla stagione 2018-2019, prendendo parte anche alla coppa nazionale.

### Statistiche individuali
Statistiche aggiornate al termine della stagione 2024-2025. In grassetto le giocatrici ancora in attività nel Milan.
| Record di presenze 1. Valentina Bergamaschi - 151 (6 stagioni) 2. Laura Fusetti - 135 (6 stagioni) 3. Linda Tucceri Cimini - 102 (5 stagioni) 4. Christy Grimshaw - 101 (5 stagioni) 5. Laura Giuliani - 99 (4 stagioni) 6. Valentina Giacinti - 86 (4 stagioni) 7. Angelica Soffia - 70 (3 stagioni) 8. Mária Korenčiová - 69 (4 stagioni) Marta Mascarello - 69 (3 stagioni) | Record di presenze in Serie A 1. Valentina Bergamaschi - 119 (6 stagioni) 2. Laura Fusetti - 107 (6 stagioni) 3. Laura Giuliani - 90 (4 stagioni) 4. Linda Tucceri Cimini - 80 (5 stagioni) 5. Christy Grimshaw - 79 (5 stagioni) 6. Valentina Giacinti - 68 (4 stagioni) 7. Marta Mascarello - 60 (3 stagioni) 8. Angelica Soffia - 59 (3 stagioni) 9. Mária Korenčiová - 56 (4 stagioni) | Record di presenze in Coppa Italia 1. Valentina Bergamaschi - 27 (6 stagioni) 2. Laura Fusetti - 23 (6 stagioni) 3. Linda Tucceri Cimini - 17 (5 stagioni) Christy Grimshaw - 17 (5 stagioni) 4. Valentina Giacinti - 15 (4 stagioni) 5. Laura Agard - 13 (2 stagioni) Greta Adami - 13 (3 stagioni) 6. Mária Korenčiová - 12 (4 stagioni) Sara Thrige Andersen - 12 (3 stagioni) |

| Record di reti 1. Valentina Giacinti - 65 gol (4 stagioni) 2. Martina Piemonte - 23 (2 stagioni) 3. Lindsey Thomas - 22 (2 stagioni) 4. Daniela Sabatino - 20 (1 stagione) Valentina Bergamaschi - 20 (6 stagioni) 5. Evelyn Ijeh - 16 (2 stagioni) Kosovare Asllani - 16 (2 stagioni) 6. Chanté Dompig - 15 (3 stagioni) 7. Natasha Dowie - 14 (1 stagione) Christy Grimshaw - 14 (5 stagioni) | Record di reti in Serie A 1. Valentina Giacinti - 55 gol (4 stagioni) 2. Daniela Sabatino - 17 (1 stagione) Martina Piemonte - 17 (2 stagioni) 3. Valentina Bergamaschi - 16 (6 stagioni) Kosovare Asllani - 16 (2 stagioni) 4. Evelyn Ijeh - 15 (2 stagioni) Lindsey Thomas - 15 (2 stagioni) 5. Chanté Dompig - 14 (3 stagioni) 6. Natasha Dowie - 12 (1 stagione) 7. Valery Vigilucci - 9 (3 stagione) | Record di reti in Coppa Italia 1. Valentina Giacinti - 7 gol (4 stagioni) 2. Lindsey Thomas - 6 (2 stagioni) Martina Piemonte - 6 (2 stagionI) 3. Christy Grimshaw - 5 (5 stagioni) 4. Kamila Dubcová - 4 (2 stagioni) 5. Daniela Sabatino - 3 (1 stagione) Manuela Giugliano - 3 (1 stagione) Miriam Longo - 3 (4 stagioni) Valentina Bergamaschi - 3 (6 stagioni) Emelyne Laurent - 3 (2 stagione) |

## Organico

### Rosa 2025-2026
Rosa e numeri come da sito ufficiale.
| N. |                        | Ruolo | Calciatrice           |
| -- | ---------------------- | ----- | --------------------- |
| 1  | Italia (bandiera)      | P     | Laura Giuliani        |
| 2  | Finlandia (bandiera)   | D     | Emma Koivisto         |
| 5  | Italia (bandiera)      | C     | Valentina Cernoia     |
| 6  | Italia (bandiera)      | D     | Nadine Sorelli        |
| 8  | Italia (bandiera)      | C     | Giorgia Arrigoni      |
| 9  | Danimarca (bandiera)   | A     | Nadia Nadim           |
| 10 | Paesi Bassi (bandiera) | C     | Kayleigh van Dooren   |
| 11 | Scozia (bandiera)      | C     | Christy Grimshaw      |
| 12 | Italia (bandiera)      | C     | Marta Mascarello      |
| 13 | Spagna (bandiera)      | P     | Sandra Estévez Ogalla |
| 15 | Serbia (bandiera)      | A     | Sara Stokić           |
| 18 | Italia (bandiera)      | A     | Monica Renzotti       |
| 19 | Svezia (bandiera)      | A     | Evelyn Ijeh           |

| N. |                          | Ruolo | Calciatrice        |
| -- | ------------------------ | ----- | ------------------ |
| 20 | Italia (bandiera)        | D     | Angelica Soffia    |
| 21 | Paesi Bassi (bandiera)   | D     | Milicia Keijzer    |
| 22 | Italia (bandiera)        | P     | Noemi Fedele       |
| 23 | Italia (bandiera)        | D     | Julie Piga         |
| 25 | Paesi Bassi (bandiera)   | D     | Kay-lee de Sanders |
| 27 | Italia (bandiera)        | C     | Erin Cesarini      |
| 29 | Italia (bandiera)        | A     | Karen Appiah       |
| 32 | Paesi Bassi (bandiera)   | P     | Selena Babb        |
| 35 | Italia (bandiera)        | A     | Paola Taddei       |
| 73 | Italia (bandiera)        | D     | Paola Zanini       |
| 99 | Paesi Bassi (bandiera)   | A     | Chanté Dompig      |
|    | Corea del Sud (bandiera) | A     | Park Soo-Jeong     |

### Staff tecnico
Staff tecnico aggiornato al 14 agosto 2024.
- Suzanne Bakker - Allenatore
- Roger Reijners - Allenatore in seconda
- Matteo Callini - Preparatore atletico
- Michele Martello - Preparatore dei portieri